# Serghei Bondarciuk
Serghei Feodorovici Bondarciuk (în rusă: Сергей Фёдорович Бондарчук; în ucraineană: Сергій Федорович Бондарчук; n. 25 septembrie 1920, Bilozerka, regiunea Herson – d. 20 octombrie 1994, Moscova, Rusia) a fost un regizor de film, scenarist și actor din Ucraina (pe atunci Uniunea Sovietică).
Serghei Bondarciuk a rămas în istoria cinematografului mondial pentru ecranizarea amplă a celebrului roman Război și pace de Lev Tolstoi, film care a primit Premiul Oscar pentru cel mai bun film străin.
În 1959, Bondarciuk a regizat filmul Soarta unui om (Судьба человека), ecranizarea unui roman omonim de Mihail Șolohov. În 1960, Serghei Bondarciuk a fost decorat cu Premiul Lenin. 

## Filmografie selectivă

### Actor
- 1948 Tânăra gardă - (Molodaia gvardia), regizor: Serghei Gherasimov
- 1955 Zvăpăiata
- 1960 Era noapte la Roma (Era notte a Roma), regia Roberto Rossellini
- 1965-1967 Război și pace (film în patru serii) (Война и мир), subtitluri: I -  Andrei Bolkonski; II - Natașa Rostova; III - Anul 1812; IV - Pierre Bezuhov;
- 1970 Unchiul Vania (Dyadya Vanya), regia Andrei Konchalovsky
- 1975 Ei au luptat pentru patrie (Они сражались за родину) - Nikolai Strelțov

### Regizor
- 1959 Soarta unui om (Судьба человека)
- 1965-1967 Război și pace (film în patru serii) (Война и мир)
- 1975 Ei au luptat pentru patrie (Они сражались за родину) cu Vasili Șukșin
- 1977 Stepa (Степь)
- 1982 Clopotele roșii filmul 1., episodul „Mexicul în flăcări”
- 1983 Clopotele roșii filmul 2., ep. Clopotele roșii - Am văzut nașterea unei lumi noi (Я видел рождение нового мира)